# Sh2-151
Sh2-151 è una nebulosa a emissione visibile nella costellazione di Cassiopea.
Si trova nella parte più occidentale della costellazione, al confine con Cefeo e con la Lucertola; la sua declinazione è fortemente settentrionale e ciò fa sì che essa possa essere osservata agevolmente quasi esclusivamente dall'emisfero boreale, dove si mostra circumpolare fino alle latitudini temperate inferiori; dall'emisfero australe la visibilità è limitata alle regioni tropicali e subtropicali. Il periodo in cui raggiunge la più alta elevazione sull'orizzonte nel cielo serale è compreso fra i mesi di agosto e gennaio.
Si tratta di una sottile regione H II, la cui distanza sarebbe di oltre 2000 parsec (7800 anni luce), o, secondo uno studio condotto nel 1998, di almeno 5800 parsec; contiene al suo interno un maser H2O, individuato dall'IRAS nel corso degli anni ottanta, a testimonianza che i fenomeni di formazione stellare sono stati attivi in un passato astronomicamente molto recente. Alcune sorgenti infrarosse localizzate nella nube fanno inoltre intendere che la formazione di nuove stelle si sia verificata a più riprese, mentre la stella (o le stelle) responsabili della ionizzazione dei gas non è visibile, perché oscurata probabilmente dall'adiacente nube molecolare. La massa del gas ionizzato corrisponde a 700 masse solari, mentre quella totale della nube molecolare cui Sh2-151 è associata è pari a 29.000 masse solari. Alla distanza di 2400 parsec verrebbe a trovarsi sul Braccio di Perseo, uno dei bracci di spirale principali della Via Lattea.